# Черемхово (Амурская область)
Черемхо́во — село в Ивановском районе Амурской области России. Административный центр Черемховского сельсовета.

## География
Село Черемхово стоит на левом берегу реки Ивановка, в 2 км от левого берега реки Зея. Напротив Черемхово, на правом берегу реки Ивановка стоит село Богородское.
Дорога к селу Черемхово идёт на запад от районного центра Ивановского района села Ивановка, расстояние — 16 км. Расстояние до Благовещенска (через Усть-Ивановку) — 30 км.
На юг от села Черемхово идёт дорога к селу Усть-Ивановка Благовещенского района, расстояние — 10 км.

## Население
| 2002 | 2010 | 2012 | 2013 | 2014 | 2015 | 2016 |
| ---- | ---- | ---- | ---- | ---- | ---- | ---- |
| 1118 | ↘873 | ↗876 | ↘875 | ↘867 | ↘851 | ↘823 |
| 2017 | 2018 |      |      |      |      |      |
| ↘820 | ↗824 |      |      |      |      |      |

## Улицы
| - ул. Горького, - ул. Кирова, - пер. Лесной, - ул. Молодёжная, | - ул. Нижняя, - ул. Партизанская, - ул. Победы, - ул. Полевая. |

## Экономика
Сельскохозяйственные предприятия Ивановского района.

## Известные уроженцы
- Бакин, Владимир Юрьевич (род. 1953) — советский и российский военачальник, генерал армии.